# 調幅廣播
調幅廣播（英語：Amplitude Modulation Broadcast，常縮寫為AM廣播）是一種利用振幅調變技術的廣播方式，通常专指中波广播。

## 歷史
調幅是二十世紀主要的廣播技術，至二十一世紀的現在仍然廣泛地使用中。
調幅廣播始於1906年由范信達建立的實驗，直到第一次世界大戰成為地方性的廣播電台。在接下來的十年，調幅廣播技術大幅度的成長。第一家商業調幅電台始於1920年代。

## 運作
調幅技術遠比調頻技術及數位廣播技術簡單。一個調幅廣播接收機只需要偵測特定頻率信號的電壓振幅變化，此動作稱為檢波，再將此電壓變化經放大後驅動揚聲器。绝大多数调幅广播为单声道广播，但一些国家和地区也有少数立体声调幅广播电台。
相较于调频广播，调幅广播传输距离较远。但调幅广播易受干扰，且由于载频的频带比较窄，音质不及调频广播及数位广播。

## 廣播頻率

### 中波 (MW)
一般收音機所接收的調幅廣播（AM廣播）就是指在中波（MW, Medium Wave）波段的調幅廣播。
依據國際電信聯盟的規範，在台灣、港澳、中國大陸、新马所屬的第三區（Region 3），即包括：俄羅斯除外的亞洲，自伊朗（含）以東，至澳洲與大洋洲的區域中，中波廣播使用 526.5 kHz – 1606.5 kHz 的中頻頻段，各頻道中心頻率數字為 9 的倍數，自 531 kHz – 1602 kHz，頻道間隔為 9 kHz。 至於美洲所在的第二區（Region 2），則使用 520 kHz – 1,610 kHz，頻道間隔10 kHz。

### 短波 (SW)
使用高頻頻段的短波廣播一般也是使用調幅技術，但須使用具有短波接收功能的收音機才能接收，藉由短波可由大氣電離層反射的特性，因此主要用作跨國性的大區域廣播，但也正因如此，接收效果會受大氣狀況變化的影響。高于一般中波广播频率而低于30MHz的频段都可被视为短波广播。

### 长波 (LW)
长波广播使用153–279kHz的频段，通常为9kHz步进，使用调幅技术。长波主要靠地波传播，传播比较稳定，其传播距离依不同的传播介质、辐射功率和波长可以达到数百到数千公里。但长波广播成本高昂，且极易受到各种外来干扰影响。目前仅有欧洲、北非、前苏联地区及蒙古国所在的国际电信联盟第一区（Region 1）还保留少数长波广播电台。